# تطهير أكاديمية وامبوا العسكرية
تطهير أكاديمية وامبوا العسكرية حدثت في عام 1927 كجزء من حملة شيانج كاي شيك الأوسع نطاقًا لتطهير أنصار الحزب الشيوعي الصيني من حزب الكومينتانغ الحاكم والجيش الثوري الوطني. حدث تطهير حزب الكومينتانغ لأكاديمية وامبوا العسكرية بعد ثلاثة أيام من المذبحة المناهضة للشيوعية في شنغهاي. أُمر طلاب وامبوا بتحديد زملائهم الطلاب على أنهم شيوعيون. انفصل الطلاب عن بعضهم البعض حيث تم إلقاء القبض على الشيوعيين ونقلهم إلى معسكر اعتقال نانشيتو.

## التاريخ
حدث تطهير أكاديمية وامبوا في صباح يوم 15 أبريل 1927. تم تطويق الطلاب من قبل القوات المسلحة عند وصولهم إلى الملعب الرياضي للأكاديمية لممارسة التمرينات الصباحية، وأخبروا أنه سيتم فصلهم وتعليمهم مناهج مختلفة إذا كانوا شيوعيين.
باستثناء طالب واحد يعاني من مشاكل عقلية، لم يتقدم أي طالب للتعريف بأنفسهم على أنهم شيوعيون، لكن قائد الطلاب العسكريين أعلن أن آراء الجميع السياسية معروفة وأمر الطلاب بتحديد الشيوعيين في صفوفهم. انفصل الطلاب عن بعضهم البعض حيث تم إلقاء القبض على الشيوعيين ونقلهم إلى معسكر اعتقال نانشيتو عندما تم نقل الطلاب المتبقين إلى مهاجعهم.

زار رئيس الحزب الشيوعي في الولايات المتحدة الأمريكية إيرل براودر الصين في عام 1927 مع وفد العمال الدولي، وهو وفد مؤلف من توم مان وجاك دوريو وسيدور ستولر. بعد وقت قصير من عودته إلى الوطن، نشر براودر كتاب الحرب الأهلية في الصين القومية. في القسم الثاني من الفصل الأول يروي الانقسامات المتزايدة داخل حكومة الكومينتانغ ومحاولاتها لإخفاء الكثير عن الوفد. على وجه الخصوص يروي زيارته إلى أكاديمية وامبوا العسكرية قبل أسابيع فقط من التطهير. هو يكتب: داخل الجيش تم إنشاء قسم سياسي في نهاية عام 1926 لغرض تثقيف الجنود بمبادئ الكومينتانغ، وكذلك للقيام بالدعاية الجماهيرية بين سكان الأراضي الجديدة التي تحتلها الجيوش القومية. لقد تطور العمال في هذا القسم السياسي أثناء عملهم إلى جناح يساري صلب تمامًا، ضد السياسات التوفيقية والرجعية لليمين. كان هذا القسم هو الذي نظم مظاهرات حاشدة في أكاديمية وامبوا السياسية العسكرية. لقد كان واضحًا لنا تمامًا أن هذه المظاهرات التي غنى فيها الجنود والطلاب العسكريون الأممية ورددوا شعارات مثل "عاشت الثورة العالمية"، لم تكن أبدًا على ذوق ضباط أركان الجيش الموجودين في كانتون. لكن أثناء وجودنا في كانتون ابتسم هؤلاء الضباط الكبار وتحدثوا بكلمات عادلة. لكن بعد خمسة أسابيع من مغادرتنا كانتون اعتقلوا معظم العاملين في الدائرة السياسية وفجروا عقولهم.